# Gnetovnice
Gnetovnice (gnetine, lat. Gnetopsida) je razred u koljenu vaskularnih biljaka koji se sastoji od tri reda sa 112 vrsta perastolisnatih golosjemenjača koja ima prijelazni položaj između golosjemenjača i kritosjemenjača.
Jedina tri živa roda su Welwitschia u redu Welwitschiales, Gnetum u redu Gnetales i Ephedra u redu Ephedrales. Zajednička obilježja ovih vrsta su traheje u sekundarnom drvu, oprašivanje s pomoću kukaca, cvjetovi s ocvijećem. 
Rodu Gnetum koji ima oko 40 vrsta, poglavito lijana, a rjeđe stabla i grmlje, raširene su po tropskim kišnim šumama. Rod Ephedra sa 70 vrsta šibastih grmova raste u Sredozemlju te u azijskim i američkim sušnim područjima. 
Welwitschia mirabilis jedina je vrsta u svojoj vlastitoj porodici i redu a domovina su joj Angola i Namibija.